# スロボダ
スロボダ（ベラルーシ語: слабада́、ウクライナ語/ロシア語: слобода́）とは、ロシア・ウクライナ・ベラルーシの歴史的な地理的概念の1つであり、特定の集落もしくは都市内の地域を指す言葉である。名称の由来は、スロボダの住人が何らかの納税義務を免除されていたことによる。（例えば、ロシア語で「свобода」は「自由」の意味である。）
以下、本頁では集落のスロボダに関して記述する。都市内のスロボダに関してはru:слобода#слободы в городах、またスロボダの住民に関してはru:слободские людиを参照。

## 概念と変遷
スロボダという言葉の初出は10世紀-11世紀であり、広く普及するのは12世紀からである。12世紀から18世紀前半におけるスロボダとは、国家や封建領主への納税義務を一時的に免除された集落（要塞を含む）を指す言葉だった。原則的には完全・恒久の免除がなされていたわけではなく、その免除の内容は状況に応じて変更された。
スロボダへの最初の移住者にはポダチや兵役を免除された。これらの多くはコサックによる新興開拓地であり、その出現には免税が拍車をかけていた。
18世紀前半には、スロボダへの免税制度は廃止され、スロボダは通常の村や都市風の集落を指す言葉となった。1900年頃の百科事典の定義では、スロボダとは「1つ以上の教会がある、もしくはヤルマルカ(ru)（定期市）の行われる、もしくは郡役所のある大村」であり、また、「農業はほぼ行われず、工場を有する工業村」とされている。